# 1560 год в литературе

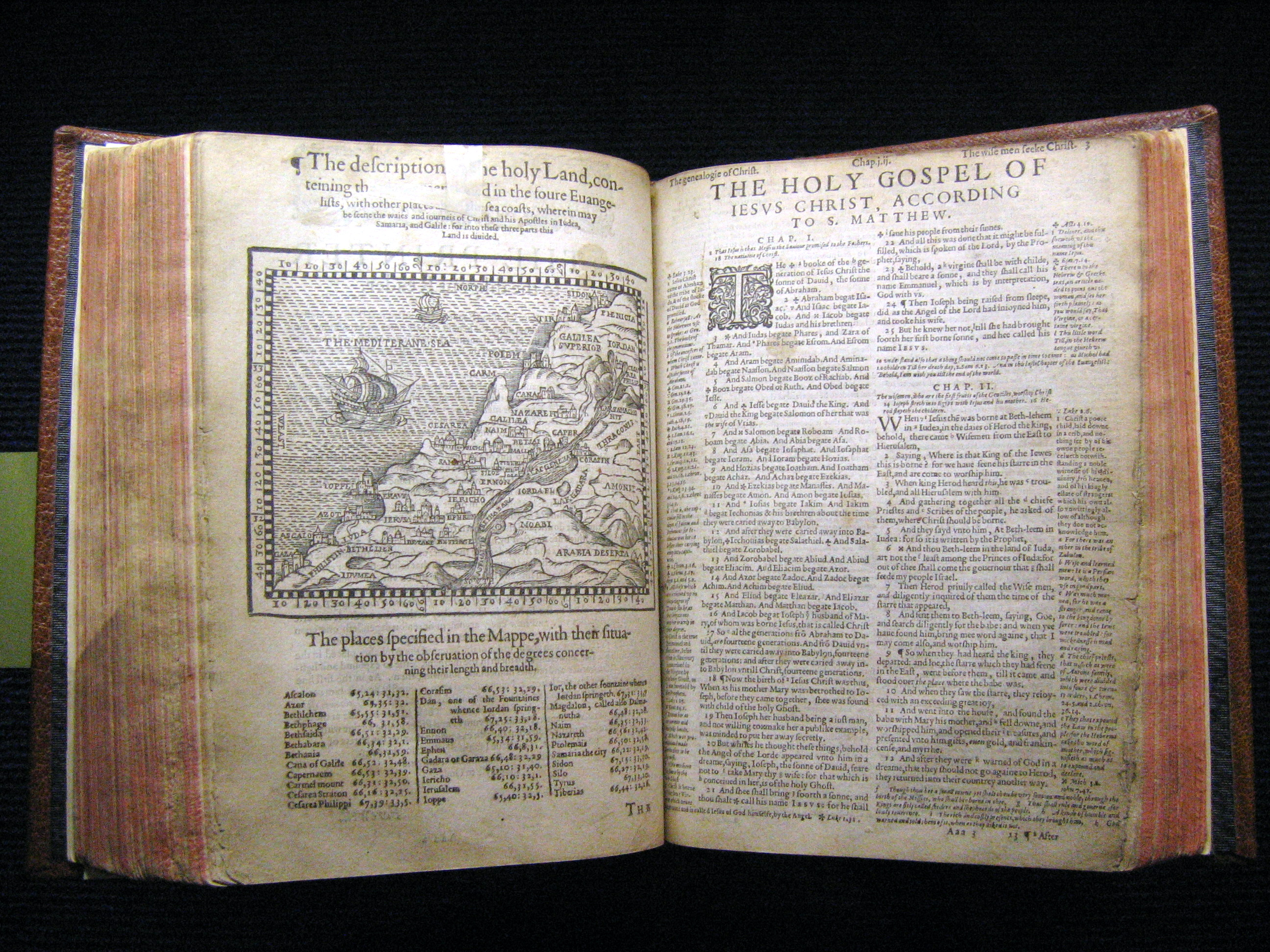
Женевская Библия

## События
- Итальянский художник Паоло Веронезе закончил внутреннее оформление Библиотеки Марчиана в Венеции.

## Книги и пьесы
- «Женевская Библия»
- Издан политический памфлет «Тигр» («Le Tigre») Франсуа Отмана.
- Трагедия «Юлий Цезарь» и комедия «Les Ébahis» французского драматурга Жака Гревена.

## Родились
- 15 мая — Адам Залужанский, чешский поэт (умер в 1613).
- 4 августа — Джон Харингтон, английский поэт (умер в 1612).
- 10 октября — Якоб Арминий, голландский богослов, писатель-полемист (умер в 1609).
- 13 октября — Энтони Мандей, английский драматург, прозаик, поэт и переводчик (умер в 1633).
- 3 декабря — Ян Грутер, немецкий филолог и историк, публикатор произведений Сенеки и Цицерона, составитель ряда энциклопедических компендиумов (умер в 1627).

## Без точной даты
- Эгидиус Альбертинус, германский научный и духовный писатель и переводчик (умер в 1620).
- Антуан Арно, французский публицист (умер в 1619).
- Адам Бурский, польский философ, издатель (умер в 1611).
- Нараяна Бхаттатири, индийский санскритский поэт (умер в 1648).
- Дон Жуан Персидский, автор книги «История Дон Жуана Персидского» (умер в 1604).
- Искандер Мунши, персидский историк, автор большого труда по истории Сефевидского государства «Тарих-и алем арай-и’Аббаси» («История украшателя мира Аббаса»).
- Генрих Кунрат, немецкий философ-мистик, автор знаменитого труда «Амфитеатр вечной мудрости» (лат. Amphitheatrum sapientiae aeternae) (умер в 1605).
- Иероним Москоржовский, польский духовный писатель, полемист, издатель (умер в 1625).
- Мухаммед Яр ибн Араб Катаган, узбекский историк, автор сочинения «Мусаххир ал-билад» (Покорение стран) (умер в 1630).
- Ованнисик Цареци, армянский историк, автор исторических трудов.
- Антон Преториус, немецкий духовный писатель (умер в 1613).
- Гийом де Ребуль, французский памфлетист (умер в 1611).
- Марк Ридли, английский врач царя Фёдора Иоанновича; автор первого (остался в рукописи) англо-русского и русско-английского словаря на 6000 слов (умер в 1624).
- Чезаре Рипа, итальянский писатель (умер в 1622).
- Гандрош Тара, лужицкий писатель, автор ранних текстов на нижнелужицком языке (умер в 1640).
- Израэль Шпах, германский медицинский писатель (умер в 1610).

## Скончались
- 1 января — Жоашен Дю Белле, один из выдающихся французских поэтов XVI века, член поэтической группировки «Плеяда».
- 3 января — Лелио Капилупи, итальянский писатель (родился в 1497).
- 3 января — Педер Палладиус, датский богослов, духовный писатель (родился в 1503).
- 7 ноября — Петер Лотц, немецкий гуманист и поэт (родился в 1528).
- 2 декабря — Георг Сабин, немецкий филолог и поэт (родился в 1508).

## Без точной даты
- Элизен де Кренн, французская писательница и переводчица.
- Агустин де Сарате, испанский историк и хронист. Одним из первых составил описание завоевания Империи Инков и гражданских войн испанцев в Перу (родился в 1514).